# Daria
Daria es una serie de televisión estadounidense de animación, creada por Glenn Eichler y Susie Lewis Lynn para el canal MTV. Se trata de una comedia de situación que satiriza la vida de secundaria y la cultura popular a través de Daria Morgendorffer, una adolescente inteligente cuya personalidad no encaja con el entorno que la rodea.
La serie es un spin-off de una obra anterior de Mike Judge, Beavis and Butt-Head, donde Daria aparecía como personaje secundario. Aunque Judge dio permiso al equipo de animación de MTV para crear la secuela, no pudo participar porque estaba involucrado en la producción de King of the Hill. Eichler y Lewis tomaron el control del proyecto para crear una serie con personalidad propia, orientada al público universitario.
Daria cuenta con 65 episodios que fueron transmitidos por primera vez desde 1997 hasta 2002, así como dos películas para televisión y dos capítulos especiales.

## Argumento
La protagonista de la serie es Daria Morgendorffer; una chica inteligente que, junto a su mejor amiga Jane Lane, se limita a observar el mundo que la rodea. La trama se desarrolla en el suburbio de Lawndale y satiriza la vida de instituto, con críticas a la cultura popular y a las clases sociales que se desarrollan en ese entorno. Daria no tiene miedo a decir lo que piensa y presenta un comportamiento sensato, inconformista y cínico que contrasta con la falta de cordura y las contradicciones propias de la sociedad de clase media, tanto de sus compañeros como en el entorno de su familia. El New York Times ha descrito su personalidad como «una mezcla de Dorothy Parker, Fran Lebowitz y Janeane Garofalo, con las gafas circulares de Carrie Donovan».
Los guiones incluyen numerosas referencias culturales que sirven para desarrollar la personalidad del elenco, así como una visión estereotipada de los suburbios que satiriza el ideal de vida de los Estados Unidos. A partir de la tercera temporada se incluyó un personaje secundario, Tom Sloane, que cambia la dinámica para introducir un triángulo amoroso entre los protagonistas.

## Historia
Los orígenes de Daria se remontan a Beavis and Butt-Head, uno de los mayores éxitos de MTV en la década de 1990. Ante la falta de mujeres en el elenco, el equipo de animación de Mike Judge había creado un personaje secundario femenino llamado Daria, cuya personalidad inteligente y cínica contrastaba con la inmadurez de los protagonistas. Bill Peckmann y David Felton hicieron el diseño preliminar del personaje, y Tracy Grandstaff, la única guionista femenina de Beavis, se convirtió en su actriz de voz.
La idea gustó a los directivos de MTV, que en aquella época querían reforzar la presencia de la mujer en la programación, así que encargaron al departamento de animación varios proyectos protagonizados por mujeres. A partir de esa idea Glenn Eichler, editor de guionistas en Beavis and Butt-Head, trabajó junto con Susie Lewis Lynn en un episodio piloto de cinco minutos, «Sealed with a Kick», que estaba protagonizado por Daria. El capítulo obtuvo la mejor valoración en el grupo focal, pero MTV no estaba convencida porque creían que su público objetivo, los estudiantes universitarios de 18 a 24 años, no era significativo en términos de audiencia. Aun así, el canal aprobó una temporada de 13 episodios, con Eichler y Lewis como supervisores creativos. El diseño de los personajes corrió a cargo de Karen Disher.

El primer episodio de Daria se estrenó el 3 de marzo de 1997, nueve meses después de que terminara Beavis and Butt-Head. Ese capítulo estaba centrado en la adaptación a la nueva ciudad y sirve para presentar a los personajes principales, entre ellos la familia de la protagonista, su hermana menor, y a compañeros de instituto como Jane Lane, aspirante a artista y la mejor amiga de Daria. La serie no incluye ningún otro personaje de Beavis and Butt-Head porque Eichler quería crear un producto con personalidad propia, centrado en el sarcasmo de Daria:
Beavis y Butt-Head son personajes muy fuertes, con un humor muy específico y una base fiel de seguidores. Pensé que si los incluíamos en Daria, cuando intentábamos asentar unos nuevos personajes y un estilo completamente diferente, corríamos el riesgo de crear falsas expectativas y decepcionar a los espectadores. Así que marcamos distancias con B&B desde el primer capítulo, y para cuando logramos consolidar Daria ya no era necesario recordar sus orígenes.
A raíz de su éxito, Daria tuvo cinco temporadas, dos episodios especiales y dos películas para televisión. El 25 de junio de 2001 se emitió el último capítulo de la serie, y el 21 de enero de 2002 se estrenó una película de 75 minutos, Is It College Yet?, que concluye la historia con la graduación de las protagonistas.
En 2018, dieciséis años después del final de Daria, MTV Studios anunció una secuela protagonizada por un personaje secundario, Jodie Landon, que iba a centrarse en los problemas de la generación Z en la sociedad contemporánea. Viacom anunció en 2020 que traslabada ese proyecto a Comedy Central, con Tracee Ellis Ross como productora ejecutiva, y en 2022 dijo que sería una película para el catálogo de Paramount+. No obstante, el proyecto fue cancelado en marzo de 2024.

## Personajes
La protagonista de la serie es Daria Morgendorffer, una joven de 16 años que lleva gafas y a quien no le importa lo que piensen los demás. Es una persona muy inteligente con una actitud cínica, sarcástica y pesimista, que a lo largo de la serie es retratada como un icono de cordura en el entorno que la rodea. Su hermana menor Quinn tiene una personalidad completamente opuesta: coqueta, popular y superficial. Y sus padres, Helen y Jake, son una abogada y un publicista que ignoran la naturaleza de las situaciones por las que pasan sus hijas.
La mejor amiga de la protagonista es Jane Lane, una compañera de clase que aspira a convertirse en artista y cuya actitud es muy similar a la de Daria. Buena parte de las historias se desarrollan en el instituto de Lawndale y los personajes secundarios responden a estereotipos de la educación estadounidense: Kevin Thompson es el capitán del equipo de fútbol americano, su novia Brittany Taylor dirige a las animadoras, y las mejores amigas de Quinn son un grupo de chicas superficiales que se hacen llamar «el Club de Modas». Con el paso del tiempo aparecen nuevos personajes como Jodie Landon, una de las pocas chicas que entiende la visión de Daria, y Tom Sloane, de quien la protagonista termina enamorándose.

## Música
La sintonía de Daria es «You're Standing on My Neck» de Splendora, una banda alternativa de Nueva York. Susie Lewis conocía a varias miembros del grupo, una de las cuales formaba parte del equipo de producción, así que les encargó la canción principal. La banda escribió cinco versiones de la canción hasta dar con la definitiva. Splendora compuso después dos temas para las películas: «Turn the Sun Down» (2000) y «College Try (Gives Me Blisters)» (2002).
Daria no tiene banda sonora original: aunque a veces se utilizaban temas de Splendora, parte de la música incidental eran fragmentos de canciones contemporáneas sin relevancia real en la trama. MTV tuvo que prescindir de la mayoría de esos temas en las reediciones, algo que Eichler ha justificado por el pago de derechos de autor. En la tercera temporada se hizo un episodio musical con canciones originales.

## Episodios
La serie se estrenó en 1997 por MTV y ha formado parte de la programación en las versiones internacionales del canal, incluyendo MTV Latinoamérica y MTV España. Además, ha sido emitida en señal abierta por Canal 5 en México y por Canal+ en España. En Estados Unidos ha sido reeditada en VHS y DVD, y está disponible en varias plataformas de vídeo bajo demanda, El episodio piloto nunca llegó a ser emitido, pero sí se ha incluido en las distintas reediciones en vídeo.
| Temporada | Temporada  | Episodios  | Episodios  | Emisión original      | Emisión original     |
| Temporada | Temporada  | Episodios  | Episodios  | Primera emisión       | Última emisión       |
| --------- | ---------- | ---------- | ---------- | --------------------- | -------------------- |
|           | Piloto     | Piloto     | Piloto     | No emitido            | No emitido           |
|           | 1          | 13         | 13         | 3 de marzo de 1997    | 21 de julio de 1997  |
|           | 2          | 13         | 13         | 16 de febrero de 1998 | 3 de agosto de 1998  |
|           | 3          | 13         | 13         | 17 de febrero de 1999 | 18 de agosto de 1999 |
|           | 4          | 13         | 13         | 25 de febrero de 2000 | 2 de agosto de 2000  |
|           | 5          | 13         | 13         | 19 de febrero de 2001 | 25 de junio de 2001  |
|           | Películas  | Películas  | Películas  | 27 de agosto de 2000  | 21 de enero de 2002  |
|           | Especiales | Especiales | Especiales | 18 de febrero de 2000 | 14 de enero de 2002  |